# Zădăreni
Zădăreni (en hongrois : Zádorlak, en allemand : Saderlach) est une commune du județ d'Arad, Roumanie qui compte 2 495 habitants.
La commune est composée de deux villages : Bodrogu Nou et Zădăreni.

## Culture
D'après le recensement de 2011, la commune compte 2 495 habitants, en augmentation par rapport au recensement de 2002 où elle en comptait 2 323.